# Heteromeles arbutifolia
Heteromeles es un género monotípico de plantas , perteneciente a la familia de las rosáceas. Su única especie: Heteromeles arbutifolia, es originaria de California hasta Baja California, donde es un componente importante de la comunidad vegetal del matorral de la costa y una parte del chaparral adaptado a la sequía.

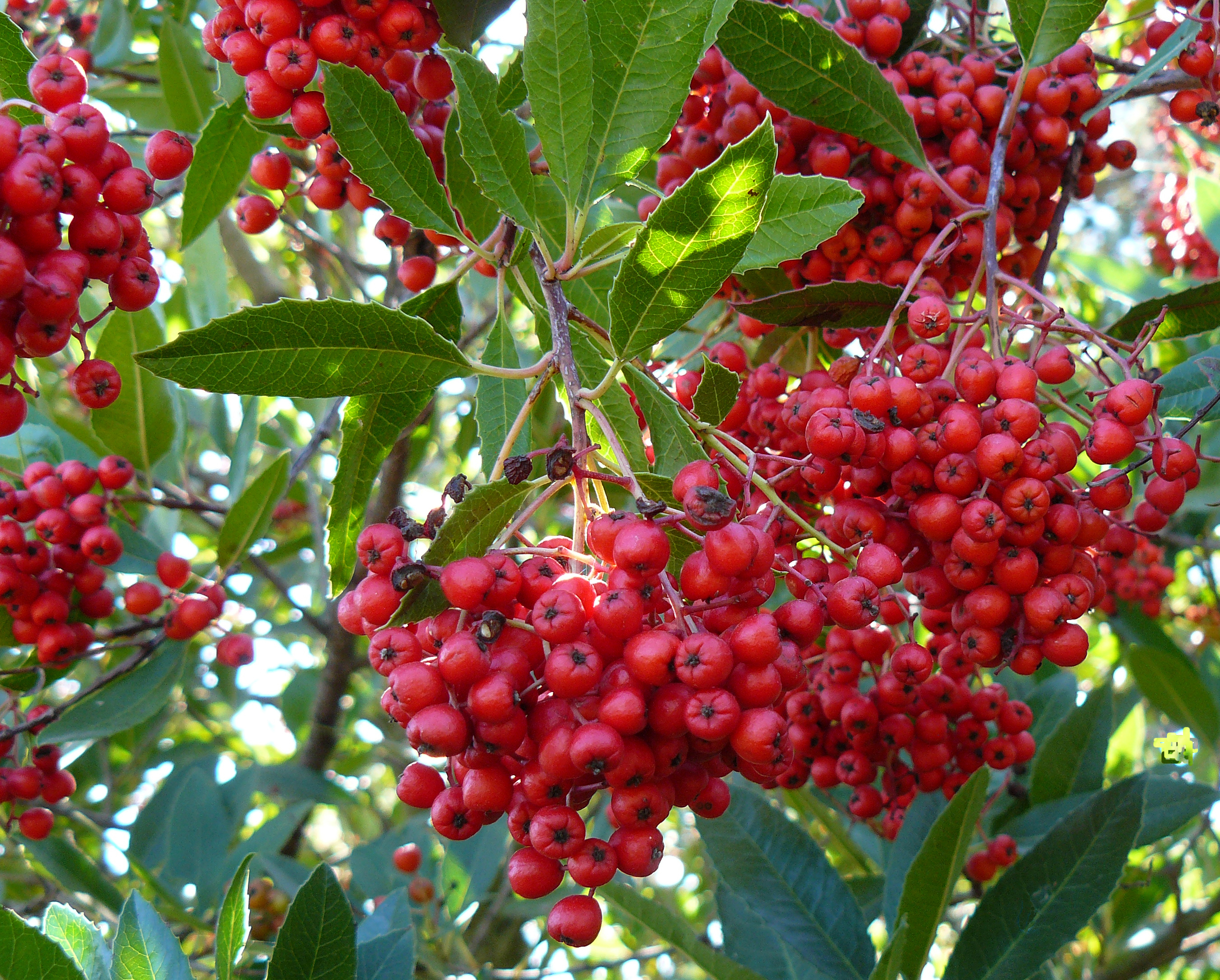
Frutos

## Descripción
Heteromeles arbutifolia normalmente alcanza un tamaño de 2-5 m de altura y tiene una parte superior redondeada a irregular. Sus hojas son perennifolias, alternas, fuertemente dentadas, con cortos pecíolos , y miden 5-10 cm de longitud y 2-4 cm de ancho. A principios del verano produce pequeñas flores blancas de 6-10 mm de diámetro, en densos corimbos terminales. El fruto es un pequeño pomo, de 5.10 de ancho de color rojo brillante.

## Cultivo
Se puede cultivar en el jardín doméstico en suelo bien drenado, y se cultiva como planta ornamental desde el norte hasta el sur de Inglaterra. Puede sobrevivir a temperaturas tan bajas como -12 °C. El arbusto produce bayas de color rojo brillante en el invierno (que las aves suelen comer vorazmente).

## Usos
Las bayas siempre fueron alimento para los nativos americanos, tales como las tribus Chumash, Tongva y Tataviam. Sus frutos silvestres, debido a su efecto astringente y su sabor amargo, eran secados y almacenados para luego consumirlos cocidos en papilla o tortitas. Los colonos  luego agregaron azúcar a estos para hacer natillas y vino.
Con las bayas también se pueden hacer una gelatina. Los nativos americanos también hacían un infusión de las hojas como remedio estomacal.

## Taxonomía
Heteromeles arbutifolia fue descrita por (Lindl.) M.Roem. y publicado en Familiarum Naturalium Regni Vegetabilis Monographicae 3: 105, en el año 1847.
Sinonimia
- Crataegus arbutifolia W.T. Aiton
- Heteromeles salicifolia (C. Presl) Abrams
- Heteromeles fremontiana Decne.
- Photinia arbutifolia Lindl.
- Photinia salicifolia C. Presl[3]